# Клименко, Алексей Фомич
Алексе́й Фоми́ч Климе́нко (1776 — 1838) — русский экономист, профессор.

## Биография
Родился в 1776 году в Полтавской губернии в дворянской семье. Учился в дворянской гимназии при Московском университете, затем в Московском университете «обучался философским, политическим и юридическим наукам», окончил его кандидатом.
С марта 1804 года — старший учитель истории, географии и статистики в Ярославской гимназии; с июля 1805 года — магистр философии и свободных наук и стал преподавать в гимназии русскую словесности и латинский язык. В 1809—1816 годах был профессором политической экономии, науки о финансах и статистики ярославского Демидовского училища высших наук. С 1809 по 1815 год — секретарь Совета училища, с 1811 по 1816 год — инспектор училища.
В 1818—1820 годах — надзиратель питейного сбора в Романово-Борисоглебском уездном правлении. В 1821—1823 годах — советник отделения питейных сборов Вологодской казённой палаты. С середины 1824 до начала 1827 года — советник временной экспедиции губернского казначейства Ярославской казённой палаты. С мая по сентябрь 1827 года младший столоначальник государственной экспедиции для ревизии отчётов, затем помощник обер-контролёра в артиллерийском департаменте Морского министерства.
В 1828—1838 годах — директор Демидовского училища (с 1833 года — Демидовский лицей).
Написал «Речь о главных источниках народной промышленности и богатства» (М., 1812).